# Твојим жељама вођен
Твојим жељама вођен је девети студијски албум сарајевске поп-рок групе Црвене јабуке.
Лета 2002. године Црвена јабука је гостовала у Херцег Новом са обрадом хита Индекса „Сањам“. Октобра месеца су већ почели снимање новог материјала, да би већ крајем следећег месеца албум угледао светлост дана. Снимљени су видео-спотови за песме „Principessa“, „Боје кишног неба“, као и за насловну. У Београду су почетком 2003. године на додели Оскара популарности проглашени за најпопуларнију поп групу. Маја месеца 2004. године су одржали концерт у београдском Сава центру, што ће бити њихов први концерт након распада Југославије.
До априла 2003. године, албум је био продат у 17.100 примерака, а до краја исте године у 23.400 примерака. Фебруара 2004. године, продат је у 23.850 примерака.

## Позадина
2001. године учествују на ХРФ-у са песмом „Све што сањам”, а наредне године Жера учествује са песмом „Огрлице и перлице”.
У међувремену, објављен је албум са концерта одржаног у Загребу децембра 1996. Одржани су концерти у Америци, Аустралији и Европи.

## Списак песама
1. Спот за насловну нумеру је снимљен у Грожњану.Твојим жељама вођен
2. Боје кишног неба
3. Глухо доба
4. Нек' ти је просто
5. За сваку бору
6. Нова љубав (З. Фазлић)
7. Сањам (Х. Хегедушић-М. Перфиљева)
8. Мјесече, реци
9. Кад те једном питам
10. Дошла од Бога

Све песме написао је Дино Шаран, осим наведених.
Аранжмани: Црвена јабука

## Постава
- Дражен Жерић - вокал
- Дарко Јелчић - бубњеви
- Никша Братош - гитаре
- Крешимир Каштелан - бас
- Дамир Гонз - гитаре
- Јосип Андрић - клавијатуре

## Сличности са другим песмама
Боје кишног неба - Јарослава (Ђорђе Балашевић)